# أنبر أباد (إسفراين)
أنبر أباد (بالإنجليزية: Anbarabad, North Khorasan)‏ هي مستوطنة تقع في قسم بام الريفي (مقاطعة إسفراين) في إيران. يقدر عدد سكانها بـ 144 نسمة.